# La Geste des Chevaliers Dragons
 (novembre 2018).
 (mai 2018).
La Geste des Chevaliers Dragons est une série de bande dessinée d'heroic fantasy créée par Ange et Alberto Varanda.

## Synopsis
À chaque fois qu'un dragon apparaît quelque part, un mal incurable nommé le veill se développe à cet endroit et se répand inexorablement. Tout être vivant, qu'il soit végétal ou animal, se trouvant dans la zone du veill devient fou, se transforme petit à petit en monstre et finit par mourir. Les seuls humains immunisés contre cette malédiction sont les vierges. L'Ordre des Chevaliers Dragons, uniquement composé de femmes vierges, a été fondé pour combattre et détruire les dragons à chaque fois que le veill se manifeste.

## Analyse

### Construction des albums
Les albums de La Geste des Chevaliers Dragons suivent certains principes basiques :
- le scénario est écrit par le couple Ange ;
- le dessinateur change d'un album à l'autre[2]. Ce n'est pas une contrainte absolue (par exemple, Philippe Briones a dessiné les tomes 2 et 4), mais cela permet notamment de publier plus d'un album par an (un album peut nécessiter de 12 à 18 mois de travail pour un dessinateur) tout en laissant au dessinateur le temps de peaufiner son œuvre ;
- chaque album est « autoportant », ou indépendant
  - l'aventure ou la quête principale n'est pas une histoire à suivre (si un dragon apparaît dans un album donné, il sera tué dans ce même album) ;
  - le(s) personnage(s) principaux sont des membres de l'Ordre des Chevaliers Dragons différents d'un album à l'autre. Contrairement aux séries mettant en scène des personnages récurrents, cela laisse une liberté totale dans le scénario : les protagonistes principaux ou secondaires peuvent quitter l'Ordre ou même mourir, le lieu de l'action peut être détruit… Cependant le lien constitutif de la série est maintenu par certains personnages (principaux ou secondaires) ou par certains lieux, communs à plusieurs albums ;
  - à chaque album correspond un thème central (mis à part le premier) : le choix (T2), la famille (T3), le sacrifice (T4), la valeur (T5), l’incertitude (T6)…

Autres éléments récurrents :
- les membres de l'Ordre ont souvent des tenues dénudées (et parfois même ne portent pas d'armure) ;
- le paradoxe de la doctrine de l'Ordre, qui préconise aussi bien « l'Ordre ne se mêle pas de politique » que « un acte public, quel qu'il soit, est toujours politique » ;
- les informations sont plus fréquemment véhiculées par le dessin que par les bulles (qui se limitent parfois à des allusions) par rapport à une série classique. De plus, certains détails n'apparaissent que dans une seule vignette, où l'accent n'est pas forcément mis sur l'élément-clé, ce qui fait qu'une lecture « en diagonale » ne suffit pas à les appréhender. Quelques exemples :
  - les noms des personnages ne sont pas toujours cités mais on peut les reconnaître aux traits de leur visage, à leurs cicatrices, tatouages, vêtements/armures, armes, coiffure…
  - à l'avant-dernière page du tome 1, Ellys voit l'épée de Dara, ce qui lui donne le courage de reprendre le combat. Le lecteur reconnaît la dent de dragon incrustée dans le pommeau car, 8 pages auparavant, une description est faite de l'épée et de l'histoire personnelle de Dara. Le sursaut de motivation d'Ellys est implicite et compréhensible grâce au dessin (de la dent), et à une allusion (à ce qui est dit 8 pages plus tôt) ;
  - à la dernière page du tome 5, Jo donne la pierre d'Arken à un bijoutier. Seule une esquisse page 17 permet d'identifier la pierre.

### Chronologie
À partir du tome 19 L'Antidote (paru en novembre 2014), les deux dernières pages des albums incluent une frise chronologique des différents récits.
D'après le tome 31 Les Hauts faits de la troisième armada, l'ordre chronologique des albums est le suivant :
1. La Première (Tome 14) - Inclut deux récits à deux époques différentes
2. Par-delà les montagnes (Tome 6)
3. Brisken (Tome 4)
4. Aveugles (Tome 9)
5. Jaïna (Tome 1)
6. Le Pays de non-vie (Tome 3)
7. Les Jardins du palais (Tome 5)
8. Akanah (Tome 2)
9. L'Antidote (Tome 19)
10. Ellys (Tome 12)
11. Salmyre (Tome 13)
12. Le Chœur des ténèbres (Tome 8)
13. Revoir le soleil (Tome 7)
14. La Porte du Nord (Tome 22)
15. Vers la lumière (Tome 10)
16. La Déesse (Tome 16)
17. Toutes les mille et une lunes (Tome 11)
18. La Première (Tome 14) - Inclut deux récits à deux époques différentes
19. La Mer close (Tome 23)
20. L'Ennemi (Tome 15)
21. Amarelle (Tome 17)
22. Arsalam (Tome 18)
23. L'Ancienne (Tome 30)
24. Naissance d'un empire (Tome 20)
25. La Guerre des ombres (Tome 25)
26. Les Nuits d'Haxinandrie (Tome 24)
27. Contrebandes (Tome 28)
28. Nous ne nous reverrons jamais (Tome 26)
29. Les Hauts faits de la troisième Armada (Tome 31)
30. Le Draconomicon (Tome 27)

### L'Ordre et la dimension politique
L'un des principes les plus importants de l'Ordre des Chevaliers Dragons, qui revient dans de nombreux tomes de la série (notamment Brisken, tome 4 et Salmyre, tome 13), est le suivant : « l'Ordre ne se mêle pas de politique ». Cette règle est répétée la plupart du temps par des Matriarches, symboles évidents de l'autorité due à leur ancienneté et à leur statut hiérarchique.
Cependant, il apparaît à plusieurs reprises que ce principe est mis à mal. En interne, tout d'abord, l'Ordre a une inévitable dimension politique, puisqu'il s'organise, d'une manière relativement démocratique, les hautes autorités étant mandatées par un système d'élection, comme on le voit dans le tome 11. Les intrigues et les luttes de pouvoir internes y apparaissent au grand jour, tout comme dans le tome 9, où Chevaliers et Matriarches n'hésitent pas à soumettre leurs jeunes novices (et plus anciennes) à des tests cruels, voire sordides.
Toutefois, la dimension éminemment politique de l'Ordre des Chevaliers Dragons se perçoit mieux dans ses relations extérieures, notamment avec les autorités qu'il côtoie : notables, doges, rois, empereurs… Quand l'Ordre ne se mêle effectivement pas de politique, c'est la politique qui le rattrape, sujet qui est le thème central du tome 4, dans lequel l'empereur de Messara trahit l'Ordre par peur de son pouvoir et d'un possible coup d'état, bien que les Matriarches ne l'aient pas envisagé et refusent même de se venger de lui alors qu'elles le pourraient. Parfois, c'est l'Ordre lui-même qui se mêle de politique, soit involontairement soit volontairement. Ainsi, dans le tome 4 à nouveau, l'histoire raconte qu'avant l'apparition du premier dragon et du premier Ordre des Chevaliers Dragons, la ville de Messara n'était qu'une petite ville et son seigneur un petit seigneur, qui est ensuite devenu roi, puis empereur. Le poids politique de l'Ordre est donc, dans les faits, considérable. De par son importance militaire (les Chevaliers Dragons sont décrites comme les meilleures guerrières de l'empire), l'Ordre ne peut pas être neutre dans la balance du pouvoir, bien que les Chevaliers fassent de leur mieux pour ne pas intervenir dans ce domaine et se concentrent sur la lutte contre les dragons et les créatures du veill.
Malgré cette règle fondamentale et cette volonté, il arrive que la limite soit franchie. C'est le cas dans le tome 5, lorsque Snejana accepte de partir récupérer un bijou, symbole de pouvoir pour les Doges de la cité, décision qui l'oppose à Ralène, ouvertement contre ce projet, bien qu'elle l'accompagne finalement, car l'ordre vient d'en haut. Dans le tome 13, à l'inverse, c'est le Chevalier Alène qui prend l'initiative de soutenir une révolution qui conduit à un régicide, d'où une réaction violente et immédiate de l'Ordre, qui réclame sa mort pour cette faute jugée extrêmement grave. Ainsi, la position de l'Ordre lui-même est régulièrement contradictoire, oscillant entre refus d'un rôle politique et incursions sur ce terrain.
Cette règle de ne pas intervenir en politique rejoint la notion d'abnégation et de devoir, qui sont des valeurs fortes pour les Chevaliers Dragons, qui en tant qu'êtres humains sont touchées par ce qui les entoure (tome 6, tome 10, tome 13…), mais doivent taire leurs sentiments personnels pour se cantonner à leur devoir. Plusieurs Chevaliers symbolisent la lutte interne entre devoir et convictions personnelles.
Lors des tomes 11, 17 et 18, ainsi que dans le tome 13, l'Ordre montre que même s'il tente toujours de rester politiquement neutre, il prend le plus souvent le parti de l'Empire lorsque ce dernier est gravement menacé, comme le prouve l'engagement actif de l'Ordre dans la guerre contre le peuple envahisseur des Sardes où le fait que cinq Ordres mobilisent leurs troupes pour combattre contre les « rebelles » de Salmyre, surtout parce que leur plus importante représentante locale, le Chevalier Alène, a ouvertement participé à une révolte contre le souverain régnant, un « crime pourpre » selon les lois de l'empire.
Mais les choses peuvent changer, comme le prouvent les tomes 17 et 18 où, confrontées à d'énormes difficultés, les chevaliers basés à Arsalam font sécession et fonde leur propre Ordre des chevaliers Dragons, l'Ordre d'Arsalam qui devient la base d'un nouvel ordre, établit ainsi dans le nouvel « empire d'Orient ». À partir de ce moment, deux « ordres » existent, ainsi que deux empires, et une guerre entre les deux entités politiques qui va durer pendant mille ans s'engage alors...
Malgré le fait que l'Ordre soutienne activement l'empire, il prend parfois des décisions qui pourraient menacer l'empire, comme dans le tome 15 où l'Ancienne et la matriarche de Messara décident, malgré le fait que l'impératrice le leur interdit, d'enclencher une action punitive envers un noble ayant commis le crime de capture un Chevalier dragon, et ce en pleine guerre contre les Sardes alors que le pays auquel le noble en question appartient est un allié vital pour l'empire. L'Ordre dispose également de ses agents secrets, certains étant d'anciens chevaliers ayant renoncées à leur virginité pour leurs missions et servant d'« Ombres » à l'ordre, agissant en tant qu'espionnes ou assassins. Ainsi, l'ordre est une puissance politique de premier ordre, s'attirant l'animosité de la noblesse et des différents clergés de l'empire.
Lors de la période de la guerre contre les Sardes, avant le tome 15, l'Ordre et l'Empire entretenaient des relations très bonnes par rapport à d'autres périodes de l'histoire car deux de leurs personnages les plus influents, l'impératrice Helsana et la matriarche Rhina de l'ordre de Messara, étaient jumelles. Cette entente, visant à montrer au monde que les intérêts des deux entités sont les mêmes, prend fin avec le tome 15.

### Le thème du devoir et du sacrifice
Le devoir est une valeur clé de tout Chevalier Dragon. Les notions d'honneur, d'abnégation et de devoir sont rarement évoquées clairement dans les albums, mais sont présentes en permanence. Comme tout membre d'un Ordre, surtout militaire, les Chevaliers Dragons vivent selon des règles, mais surtout avec la presque certitude qu'elles devront mourir au combat. Dans le tome 2, l'une des novices affirme que rares sont les Chevaliers qui survivent à leur première confrontation avec un  dragon, chose qui se vérifie dans plus d'un album. Malgré cela, elles acceptent leur devoir, y compris dans les situations les plus difficiles (tome 4, tome 7), leur attitude se rapprochant par là des systèmes de pensée des samouraïs japonais ou de la chevalerie médiévale européenne.
Le devoir de sacrifice est tout particulièrement présent chez une frange des Chevaliers Dragons, les Sœurs de la Vengeance, qui parviennent à lancer un sortilège redoutable. Elles sont l'ultime recours, lorsque les Chevaliers n'ont pas réussi à tuer le dragon. Contrairement aux Chevaliers, les Sœurs sont certaines de mourir en incantant leur sort, qui détruit toute vie sur des kilomètres à la ronde, y compris elles-mêmes.
Cependant, la notion de devoir va au-delà du seul sacrifice de leur vie, puisque les Chevaliers doivent se soumettre à une difficile abnégation, qui les éloigne de toute vie amoureuse ou de famille, et tend à enfouir leur personnalité derrière le devoir. Certaines symbolisent cette rectitude, généralement des Matriarches, mais aussi le Chevalier Oris, tandis que d'autres symbolisent la remise en cause des règles, lorsqu'elles laissent parler leur conscience ou leur sens de ce qui est juste au détriment du devoir. C'est par exemple le cas dans le tome 6, où l'action d'un Chevalier finit par modifier la loi de l'Ordre tout entier ou dans le tome 13, lorsque Alène choisit de soutenir la révolution qui renverse le tyran de Salmyre.

### Les Chevaliers Dragons et la sexualité
La dimension sexuelle est importante, sinon essentielle, pour les Chevaliers Dragons. Seules les femmes vierges peuvent être membres de l'Ordre, ceci pour deux raisons. Tout d'abord, elles sont les seules à ne pas être affectées par le veill, bien qu'elles ressentent sa présence. Ensuite, elles sont les seules que les dragons ne peuvent pas sentir avec leurs sens « magiques », donc les seules à pouvoir les approcher pour les tuer. Nul ne sait pourquoi cette caractéristique physique fait la différence, et l'histoire ne le dit pas, mais ce fait a une grande importance.
Cela crée une lutte intérieure pour plusieurs personnages dans les différents albums, notamment Ellys (tome 1), Akanah (tome 2), Jo (tome 5), Alène et Lore (tome 13) etc. Ces femmes vivent un déchirement, obligées de choisir entre être Chevalier Dragon ou vivre une vie de femme, incorporant la dimension de rapport sexuel, qui est logiquement prohibée au sein de l'Ordre. Cependant, étant humaines, les Chevaliers sont tentées, que ce soit amoureusement ou sexuellement parlant. Certaines cèdent et d'autres non. Il y a donc une notion de choix, thème central du tome 2, mais qui se retrouve en filigrane dans l'ensemble de l’œuvre. La plupart du temps, les Chevaliers ne sont pas prisonnières de l'Ordre, qui apparaît plutôt comme un choix délibéré pour celles qui en font partie. Alia, dans le tome 4, explique clairement que certaines femmes qui ont suivi l'enseignement de l'Ordre l'ont ensuite quitté, y compris pour devenir « des mères exceptionnelles pour leurs enfants », ce qui démontre une grande liberté dans la gestion d'une « carrière » de Chevalier. De même, le Chevalier Lore (tome 13), qui choisit de perdre sa virginité et a un enfant, n'est pas sanctionnée, non plus qu'Ellys (tome 1 et 12), bien que la perte de virginité implique la sortie définitive de l'Ordre.
Cette perte de virginité peut relever d'un choix personnel. C'est le cas de Jo (tome 5), qui préfère se marier et monter un commerce plutôt que devenir Chevalier, de Lore, d'Ellys ou de Mara (tome 3), tentée de devenir mère, mais qui ne le fait pas. Cependant, la perte de virginité peut aussi représenter un danger, voire un drame. C'est le cas d'Ellys, qui met Jaïna et elle-même en danger en allant affronter le dragon après l'avoir perdue ou de Snejana, menacée de la perdre par le viol (et donc de perdre son statut et son style de vie) lorsque son cousin la tient à sa merci. 
Bien que leur sexualité soit bridée, les Chevaliers Dragons sont presque invariablement belles et séduisantes, et suscitent à la fois le désir des hommes et leur inimitié, leur statut de guerrière les faisant empiéter sur le rôle social traditionnellement attribué aux hommes. Ainsi, la féminité au sens large est logiquement un thème central et récurrent des albums, qui apparaît dès le tome 1, lors de l'altercation verbale entre deux hommes, dans une taverne, l'un insultant ouvertement les Chevaliers qui ne devraient pas porter l'épée et être court-vêtues, selon lui, et un autre qui défend leur valeur et les services qu'elles rendent à la communauté en tuant les dragons. En tant que femmes, les Chevaliers Dragons sont des privilégiées en matière d'éducation, physique comme intellectuelle, mais leur privilège principal pourrait être défini comme une liberté accrue au sein de la société. Elles sont respectées, voire craintes, par le peuple comme par les personnages les plus hauts placées, notamment l'Empereur de Messara. Cette liberté a un prix, puisque les Chevaliers ne peuvent avoir de relation charnelle avec un homme, se marier ou avoir des enfants. Pour certaines, la voie du mariage et de la vie de famille constitue une perte de liberté et une forme de diminution (Éléanor dans le tome 2), tandis que d'autres font ce choix (Lore dans le tome 13). En ce sens, le cycle comporte une réflexion sous-jacente sur le statut de la femme dans la société et les rapports hommes-femmes.
Enfin, du point de vue de la sexualité, la Geste des Chevaliers Dragons intègre la dimension homosexuelle. Celle-ci fait peut-être écho à l'homosexualité masculine que l'on sait avoir existé au Moyen Âge (dont l'univers heroic-fantasy est inspiré), notamment dans les groupes de jeunes hommes de guerre ou dans les Ordres militaires durant les Croisades. Comme ce fut le cas historiquement, dans l'univers fictif des Chevaliers Dragons, l'homosexualité est interdite. Le thème est traité dans le tome 11, dans lequel deux Chevaliers vivent une histoire d'amour homosexuelle. L'histoire montre que l'Ordre est volontairement laxiste sur le sujet, la plupart des membres fermant les yeux sur ces pratiques, bien que quelques-unes aimeraient un retour en arrière, en invoquant l'époque « de fer », au nom évocateur, durant laquelle le crime homosexuel était puni très sévèrement (peine de mort). Il y a un parti pris de défense de l'homosexualité tout en montrant la difficulté que cela représente pour celles qui aimeraient le vivre au grand jour.

## Les personnages
- les dragons : gigantesques lézards, ils génèrent le veill, un mal qui corrompt les hommes et les femmes en les transformant en d'abominables monstres sauvages, ou en déformant d'abord l'esprit plutôt que le corps, le tout aboutissant a la création de créatures bestiale avec un soupçon d'intelligence. Le veill peut également, grâce à son action corruptrice, déformer les terres où le dragon qui le génère se trouve et aussi créer des gisements de minerai précieux et autres pierres précieuses (on apprend cela dans le tome 1). Le veill atteint également les plantes et les animaux, créant des espèces mutantes et particulièrement dangereuses pour les humains. Les dragons sont de formes différentes et variées, ces formes vont du « petit » dragon terrestre du tome 1 à l'énorme dragon ailé du tome 2. On ne connaît pas la nature exacte des dragons, mais on peut supposer que ce sont de simples « animaux », qui n'ont aucune conscience du fait qu'ils génèrent le veill et se contentent d'attaquer pour se nourrir ou pour se défendre, voire peut-être par pure cruauté, on en sait encore moins sur la raison de leurs apparitions inexplicables, un dragon pouvant apparaître dans des endroits totalement insolites, que ce soit au cœur d'un volcan en activité ou la bête meurt, dans une zone désolée et inhabitée où sa présence reste cachée, voir en plein milieu d'un palais. Il apparaît que certains dragons peuvent cracher le feu, mais tous ne font pas usage de cette capacité. Leurs écailles sont utilisées par les Chevaliers dragons pour créer leurs principales armes, qui sont les seuls armes à pouvoir blesser un dragon. La croissance d'un dragon ne connaît pas de fin, ainsi la créature grandit toute sa vie, et le veill qu'elle génère croît en même temps qu'elle. Bien que rien ne laisse à deviner le sexe d'un dragon, il arrive qu'un dragon femelle puisse avoir une ponte avant d'être tué par les Chevaliers. Une fois éclos, les créatures nées de cette ponte peuvent se reproduire avec la faune locale, générant de toutes nouvelles espèces presque immanquablement dangereuses pour les humains. Les dragons sont également dotés de sens magiques leur permettant de détecter toutes les formes de vie autour d'eux, dans le rayon du veil qu'ils génèrent, seules les femmes vierges peuvent échapper à ces sens magiques. Si la plupart des dragons connus sont terrestres où ailés, il existe des dragons marins, rares et particulièrement difficile à tuer en raison de leur habitat de prédilection qui rend également difficile le simple fait de localiser ces dragons.
- les chevaliers dragons : guerrières vierges accompagnées d'une écuyère, vierge elle aussi, elles ont subi un entraînement intensif afin de combattre les dragons. Certains Chevaliers vont combattre un dragon seule ou avec leur écuyère, mais elles se déplacent plutôt en groupe pour augmenter leurs chances de succès. Armées d'épées, de lances ou de haches fabriqués à partir des écailles d'un dragon, elles vont au combat dans des armures cérémonielles faites de ces mêmes écailles, mais qui ne sont guère protectrice et les laisse à demi-dévêtue, ce que critique les prêtres des cultes souhaitant abolir l'Ordre en trouvant une méthode de contrer les dragons sans recourir à des guerrières vierges. Parmi les armes employées par les chevaliers il existe trois armes mythiques fabriquées dans un métal issu du veill généré par un dragon en des temps très anciens, deux épées, dont l'une fût utilisée par la « Première » à une époque équivalent à la préhistoire, et une hache baptisée la « Faucheuse d'Ishtar » employée notamment par des Chevaliers de l'ordre d'Ishtar ainsi que par la fondatrice de l'ordre de Messara et de l'ordre des chevaliers dragons dans son ensemble. Il existe plusieurs ordres différents, chacun étant basé dans une des cités les plus importantes de l'Empire, le nombre exact des différents ordres existants varie au fil du temps et des destructions de certaines villes ou des absorptions des plus petits ordres par d'autres, mais le siège de l'Ordre dans son ensemble se trouve dans le « Fort », situé au cœur d'un désert et où chaque Ordre envoie, périodiquement, une délégation pour procéder a des célébrations et des concours afin d'évaluer les disciples les plus prometteuses, c'est également lors de ces périodes, toutes les « Mille et une lunes » que l'assemblée des Matriarches dirigeant les ordres délibère pour des décisions cruciales comme l'instauration de nouvelles règles visant l'ensemble de l'Ordre ou les actes publiques communs, c'est également lors de ces périodes que l'« Ancienne », la dirigeante suprême de l'Ordre qui réside au Fort, est élue ou réélue. Il existe au sein de l'Ordre une caste spéciale appelées les « Sœurs de la Vengeance », des femmes à la peau couverte de tatouages choisie en raison de leur sensibilité au veill, elles doivent alors subir une initiation ainsi que de longues périodes d'hibernation qui sont interrompues périodiquement, ainsi qu'au moment où les Sœurs seront appelées à utiliser leur pouvoir, une forme concentrée de veill qu'on nomme le « feu blanc ». Les Sœurs de la Vengeance sont formées au Fort, ou se situe la source de leurs terrifiants pouvoirs, et le nombre de sœurs envoyé pour vaincre un dragon est proportionnel à la taille de ce dernier, par exemple on voit souvent des équipes de trois sœurs ou plus, mais pour une bête d'une taille exceptionnelle elles peuvent se déplacer à vingt. De par la nature destructrice du Feu blanc qui rend stérile les terres qu'il touche tout en y tuant tout ce qui vit, les Sœurs sont considérés comme un dernier recours, le fait d'apprendre qu'une intervention de ces dernières est envisagée a tendance à motiver les chevaliers à accomplir leur mission.

## Albums
| no | Titre                                             | Dessin | Couleur                                | Date de sortie                                                                | ISBN                     | Thème              | Temps de l'action | École ou Ordre                                                                                        |
| -- | ------------------------------------------------- | --- | -------------------------------------- | ----------------------------------------------------------------------------- | ------------------------ | ------------------ | --- | --- |
| 1  | Jaïna                                             | Alberto Varanda | Jung                                   | août 1998 (Vents d'Ouest)                                                     | (ISBN 2-86967-596-8)     | N/A (présentation) | Année 0 (action principale)environ An 20 (pages 1 et 46) | Ishtar                                                                                                |
| 1  | Jaïna                                             | Alberto Varanda | Delphine Rieu                          | 29 janvier 2003 (Soleil)                                                      | (ISBN 2-86967-596-8)     | N/A (présentation) | Année 0 (action principale)environ An 20 (pages 1 et 46) | Ishtar                                                                                                |
| 2  | Akanah                                            | Philippe Briones | Stéphane Paîtreau                      | décembre 2003                                                                 | (ISBN 2-84565-574-6)     | le choix           | An 12 | Ishtar                                                                                                |
| 3  | Le Pays de non-vie                                | Sylvain Guinebaud | Stéphane Paîtreau                      | 24 novembre 2004                                                              | (ISBN 2-84565-794-3)     | la famille         | environ An 0 | Ishtar                                                                                                |
| 4  | Brisken                                           | Philippe Briones | Stéphane Paîtreau                      | 21 juin 2006                                                                  | (ISBN 2-84946-058-3)     | le sacrifice       | environ an -20 | Messara (Narak, Ishtar)                                                                               |
| 5  | Les Jardins du palais                             | Christian Paty | Stéphane Paîtreau                      | 25 octobre 2006                                                               | (ISBN 2-84946-599-2)     | la valeur          | Environ 15 ans après Aveugles | Faiza (Alexira)                                                                                       |
| 6  | Par-delà les montagnes                            | Laurent Sieurac | Stéphane Paîtreau                      | 30 juillet 2007                                                               | (ISBN 978-2-84946-853-1) | l'incertitude      | passé lointain | Messara, Pâhar                                                                                        |
| 7  | Revoir le soleil                                  | Thierry Démarez | Stéphane Paîtreau                      | 23 avril 2008                                                                 | (ISBN 978-2-302-00124-4) | l'espoir           | entre les tomes 8 et 22 | Messara                                                                                               |
| 8  | Le Chœur des ténèbres                             | Fabrice Meddour | Stéphane Paîtreau                      | mai 2009                                                                      | (ISBN 978-2-302-00558-7) | la folie           | entre les tomes 13 et 7 | |
| 9  | Aveugles                                          | Francisco Ruizgé | Stéphane Paîtreau                      | novembre 2009                                                                 | (ISBN 978-2-302-00880-9) | la trahison        | 10 ans après Brisken | Messara, Narak, Ishtar, 3 autres ordres non nommés                                                    |
| 10 | Vers la lumière                                   | Édouard Guiton | Stéphane Paîtreau et Eiko Takayama     | avril 2010                                                                    | (ISBN 978-2-302-01042-0) | le changement      | Un peu avant Toutes les mille et une lunes | Faiza                                                                                                 |
| 11 | Toutes les mille et une lunes                     | Looky | Didier Pagot                           | novembre 2010                                                                 | (ISBN 978-2-302-01361-2) |                    | entre 8 et 13 ans avant L'Ennemi | l’ensemble des 33 ordres de l'époque                                                                  |
| 12 | Ellys                                             | Brice Cossu (couverture d’Alberto Varanda) | Stéphane Paîtreau                      | juin 2011                                                                     | (ISBN 978-2-302-01599-9) | la culpabilité     | An 15 | aucun, mais l'ordre de Faiza est mentionné                                                            |
| 13 | Salmyre                                           | Vax | Stéphane Paîtreau                      | novembre 2011                                                                 | (ISBN 978-2-302-01859-4) | le devoir          | environ an 10 | Salmyre, Messara, 4 autres ordres non nommés                                                          |
| 14 | La Première                                       | Christophe Palma (planches 1 à 32) ; Brice Cossu & Alexis Sentenac (planches 33 à 46) | Stéphane Paîtreau                      | juin 2012                                                                     | (ISBN 978-2-302-02333-8) |                    | Narration : peu de temps après Toutes les mille et une lunes Histoire : plusieurs dizaines de milliers d'années auparavant                                                                         | aucun                                                                                                 |
| 15 | L'Ennemi                                          | Patrick Boutin-Gagné | Stéphane Paîtreau                      | 21 novembre 2012                                                              | (ISBN 978-2-302-02443-4) | la responsabilité  | 600 ans après Brisken | Messara                                                                                               |
| 16 | La Déesse                                         | Brice Cossu | Stéphane Paîtreau                      | 12 juin 2013                                                                  | (ISBN 978-2-302-02551-6) | la religion        | 5 ou 6 siècles avant "Arsalam" | Arsalam                                                                                               |
| 17 | La guerre des Sardes - Première partie : Amarelle | Vax | Stéphane Paîtreau                      | 13 novembre 2013                                                              | (ISBN 978-2-302-03620-8) |                    | p1 à 4 : 8 ans après "Toutes les mille et une lunes" Action principale : 13 ans après Toutes les mille et une lunes                                                                                | Ishtar, Faïza, Messara, entre autres                                                                  |
| 18 | La guerre des Sardes - Deuxième partie : Arsalam  | Vax | Stéphane Paîtreau                      | 4 juin 2014                                                                   | (ISBN 978-2-302-03830-1) |                    | p1 à 4 : 8 ans après Toutes les mille et une lunes ; suite de La guerre des Sardes, première partie : Amarelle Action principale : 13 ans après Toutes les mille et une lunes                      | Ishtar, Faïza, Messara, Arsalam entre autres                                                          |
| 19 | L'antidote                                        | Patrick Boutin-Gagné | Stéphane Paîtreau, Eiko Takayama       | 5 novembre 2014                                                               | (ISBN 978-2-302-04299-5) | L'éthique          | Entre an 12 et 15 après Brisken | Ishtar                                                                                                |
| 20 | La naissance d'un empire                          | Looky | Stéphane Paîtreau, Eiko Takayama       | 24 juin 2015                                                                  | (ISBN 978-2-302-04640-5) | La loyauté         | 2 ans après La guerre des Sardes, deuxième partie : Arsalam | Arsalam (Ordre des Chevaliers Dragons d'Orient), Messara                                              |
| 21 | La faucheuse d'Ishtar                             | Emmanuel Roudier (page 5 à 13), Stefano Martino (page 13 à 21), Ronan Toulhoat (page 21 à 29), Stéphane Collignon (page 29 à 37), Thibaud de Rochebrune (page 37 à 45) et Alexis Sentenac (page 45 jusqu'à la fin) | Stéphane Paîtreau                      | 25 novembre 2015                                                              | (ISBN 978-2-302-04868-3) |                    | plusieurs histoires, avec des chronologies différentes. La première commence 2000 ans avant le début de la véritable histoire, qui se passe lors de la guerre des Sardes, avant les tomes 17 et 18 | On voit la fondatrice de l'ordre de Messara, ainsi que l'ordre d'Ishtar et d'autres ordres non nommés |
| 22 | La porte du Nord                                  | Alexe | Stéphane Paîtreau                      | 22 juin 2016                                                                  | (ISBN 978-2-302-04858-4) |                    | entre les tomes 7 et 16, soit plusieurs siècles avant Arsalam et La guerre des Sardes | Porte du nord, Raesvelgh                                                                              |
| 23 | La mer close                                      | Christian Paty | Stéphane Paîtreau                      | 23 novembre 2016                                                              | (ISBN 978-2-302-05586-5) |                    | Quelque temps avant L'Ennemi, dix ans après Toutes les milles et une lunes | Messara                                                                                               |
| 24 | Les Nuits d’Haxinandrie                           | Stéphane Collignon | Stéphane Paîtreau                      | 14 juin 2017                                                                  | (ISBN 978-2-302-06218-4) |                    | Un siècle après La guerre des Sardes, deuxième partie : Arsalam | Ishtar                                                                                                |
| 25 | La Guerre des ombres                              | Stefano Martino | Jean-Baptiste Merle, Stéphane Paîtreau | 15 novembre 2017                                                              | (ISBN 978-2-302-06503-1) | La confiance       | p.1 à 27: 13 ans après Naissance d'un empire p.27 à 48: 14 ans après Naissance d'un empire | Messara et d'autres lieux, Ordre des Chevaliers Dragons d'Orient (Arsalam)                            |
| 26 | Nous ne nous reverrons jamais                     | Thibaud De Rochebrune | Stéphane Paîtreau, Eiko Takayama       | 13 juin 2018                                                                  | (ISBN 978-2-302-06217-7) |                    | | |
| 27 | Le Draconomicon                                   | Patrick Boutin-Gagné | Stéphane Paîtreau, Eiko Takayama       | 14 novembre 2018                                                              | (ISBN 978-2-302-07282-4) | L'obscurantisme    | | Messara                                                                                               |
| 28 | Contrebandes                                      | Roberto Viacava | Stéphane Paîtreau                      | 12 juin 2019                                                                  | (ISBN 978-2-302-07656-3) |                    | | |
| 29 | Les Sœurs de la Vengeance                         | Looky, Ornella Savarese, Ivan Reis, Francisco Ruizgé, Elvire De Cock, Vax, Christian Paty ; couverture Stéphane Perger                                                                                             | Marcelo Maiolo, Stéphane Paîtreau      | novembre 2019                                                                 | (ISBN 978-2-302-07885-7) | La propagande      | 17 années dont la dernière se déroule au même moment que "La naissance d'un empire" | Le Fort, Faîza, Ordre des Chevaliers Dragons d'Orient                                                 |
| 30 | L'Ancienne                                        | Vax | Stéphane Paîtreau                      | 24 février 2021                                                               | (ISBN 978-2-302-08317-2) |                    | | Le Fort                                                                                               |
| 31 | Les Hauts faits de la troisième Armada            | Guara | Stéphane Paîtreau                      | 17 novembre 2021                                                              | (ISBN 978-2-302-09111-5) |                    | | Autour de la Mer Close                                                                                |
| 32 | Et la hache passe dans d'autres mains             | Dragan Paunovic | Stéphane Paîtreau                      | novembre 2023                                                                 | - 9782302095281          |                    | | |
| HS | Chevaliers dragons                                | Dohé | Dohé                                   | janvier 2007 Réédité sous le titre Les contrées du levant le 27 novembre 2010 | (ISBN 978-2-302-01464-0) |                    | | |

## Publication

### Éditeurs
- Vents d'Ouest : tome 1 (première édition du tome 1)
- Soleil Productions : tomes 1 à 13 (première édition des tomes 2 à 13)
- Marvel Comics : sous le titre de Tales of the Dragon Guard (édition en anglais pour l’Amérique du Nord)